# 駐日トンガ大使館

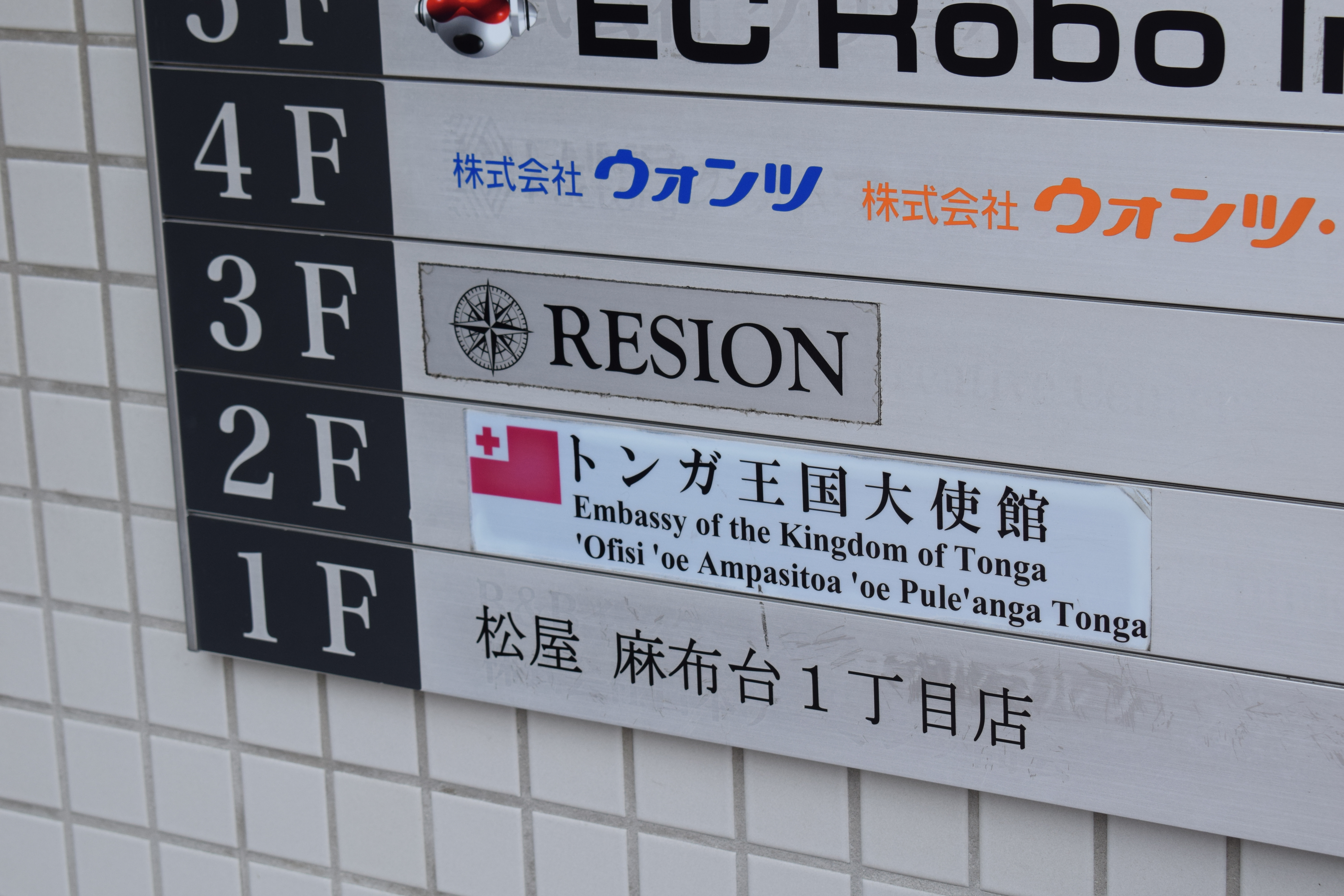
駐日トンガ大使館を示す案内プレート（2019年）

駐日トンガ大使館（ちゅうにちトンガたいしかん、トンガ語: ʻOfisi ʻo e ʻAmipasitoa ʻo Tonga ki Siapani、英語: Embassy of Tonga in Japan）は、トンガが日本の首都東京に設置している大使館である。2012年12月、実館として初めて開設された。

## 所在地
| 日本語 | 〒106-0041 東京都港区麻布台1-9-10 飯倉ITビル2階                    |
| 英語   | Iikura IT Building 2F, 1-9-10, Azabudai, Minato-ku, Tokyo 106-0041 |

## 大使
2020年6月24日より、テヴィタ・スカ・マンギシが特命全権大使を務めている。
歴代大使からは国王を輩出している。2010年から非常駐の駐日トンガ大使を務めていたトゥポウトア・ラバカ皇太子が、2012年に同母兄ジョージ・トゥポウ5世の崩御を受けて新国王トゥポウ6世として即位した。